# Cylindromyrmex meinerti
Cylindromyrmex meinerti é uma espécie de inseto do gênero Cylindromyrmex, pertencente à família Formicidae.